# Drain Gang
Drain Gang är ett svenskt musikerkollektiv bestående av artisterna Bladee, Ecco2K, Thaiboy Digital och musikproducenten Whitearmor.

## Historia
Gruppen bildades på intitiativ av Thaiboy Digital och Whitearmor när medlemmarna gick i högstadiet.  Kollektivet har bytt namn flera gånger; från Gravity Boys till Gravity Boys Shield Gang, som senare förkortades till Shield Gang. Numera går de under namnet Drain Gang. Här är vad Benjamin Reichwald (Bladee) sa om namnvalet (på engelska):
Drain is about loss and gain; it could be good or bad — you could be drained of energy or you could drain something to gain energy. There’s financial, emotional and physical drains, for example — you could just be draining your bank account at the store. It doesn’t have to be deep. Basically, if I’m talking about ‘eating the night’ that means I drain it for its essence. Everything me and my bros do is connected to that concept — we might drain some blood for good fortune.

## Samarbetsalbum
- GTBSG Compilation (2013) (Bladee, Ecco2K och Thaiboy Digital)
- AvP (2016) (Bladee och Thaiboy Digital)
- D&G (2017) (Bladee, Ecco2K och Thaiboy Digital)
- Trash Island (2019) (Bladee, Ecco2K och Thaiboy Digital)
- Crest (2022) (Bladee och Ecco2K)